# Albert Fasina
Albert Ayinde Fasina (ur. 8 lipca 1939 w Odolewu, zm. 29 czerwca 2021 w Ijebu-Ode) – nigeryjski duchowny rzymskokatolicki, w latach 1990-2019 biskup Ijebu-Ode.